# باول أورتيز
باول أورتيز (بالإنجليزية: Paul Ortiz)‏ هو مؤرخ أمريكي، ولد في 1964.